# تريفور سوان
تريفور سوان (بالإنجليزية: Trevor Swan)‏ هو اقتصادي أسترالي، ولد في 14 يناير 1918 في سيدني في أستراليا، وتوفي في 15 يناير 1989.